# Наножники

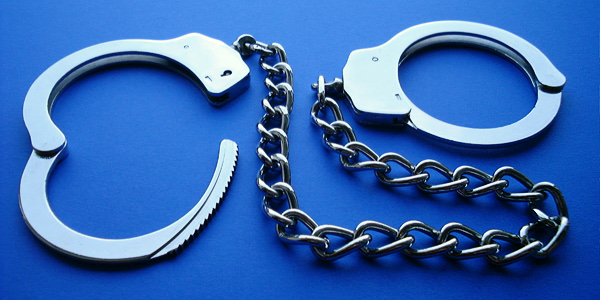
Наножники (производство: Тайвань)

Наножники — средство ограничения подвижности в виде колец с замками, что соединены между собой (как правило, цепочкой, но изредка встречаются и другие виды соединений), предназначенных для надевания на ноги. Наиболее распространена форма наножников в виде двух таких колец, соединённых цепью, которые надеваются на разные ноги одного человека, при этом эффективно ограничивая длину его шага (и амплитуду иных действий ногами) длиной соединения. Используются для ограничения подвижности ног узника тюремными или конвойными службами государств посредством их сковывания. Поэтому подвергшийся их применению называется закованным в наножники, а наножники — сковкой ног.
Наножники надеваются на ноги, а именно на голени чуть выше щиколотки, и ограничивают длину шага человека. Как правило, закованный в наножники может ходить укороченными шагами или только семенить (в зависимости от длины соединения), однако почти лишён возможности бегать и совершать быстрые и широкие движения ногами. Более того, существуют разновидности наножников, полностью блокирующие возможность передвижения.
Аналогичным приспособлением, предназначенным для сковывания рук, являются наручники. Наножники обычно используются в дополнение к ним и служат для обеспечения дополнительной безопасности. Используются, как правило, в отношении лишённых свободы (арестованных или осуждённых) при конвоировании, транспортировке или сопровождении на следственные действия или в гражданские учреждения.

## История наножников
С древности, особенно с возникновением государственности, возникает задача контролировать людей, находящихся под стражей: пленных, рабов, наказанных за признаваемые обществом преступлениями деяния или подозреваемых в совершении таковых, для чего необходимо ограничивать их движения. С расширением доступа к металлам, эта задача решается с помощью кандалов.
Ножные кандалы получают широкое распространение в древних государствах Египта и Месопотамии с III тысячелетия до нашей эры. С развитием технологий металлообработки их конструкция совершенствуется. К середине I тысячелетия до н. э. встречаются во всех очагах цивилизации, освоивших ковку железа.
Переходные устройства от ножных кандалов к наножникам, представлявшие собой ножные браслеты со встроенными замками, появляются в эпоху Античности. В поздней Античности и Тёмные века их производство и использование, по-видимому, прекращается. В Китае использование аналогичных приспособлений сковывания имело место в эпоху династий Хань (I—II вв.), Тан (VII—VIII вв.) и Мин (XV—XVI вв.), каждый раз — непродолжительное время.

### Первые наножники (типа Darby)
С конца XV — середины XVI вв. в Европе появляются серийные ножные оковы. Первые настоящие наножники появляются в Великобритании в 90-е годы XVIII в. В настоящее время такие оковы известны под названием Darby. Наножники замыкаются без применения ключа, но он требуется для открытия: сначала ввинчивается в замок по часовой стрелке, а внутри проворачивается против, что необходимо для отжимания пружины замка, удерживающей штифт в соответствующем отверстии дуги браслета, такое действие позволяет раскрыть браслет, извлёкши подвижную часть дуги из замка.
Браслеты наножников Darby не изменялись по размеру, поэтому для точного охвата лодыжек закованных тюрьмам приходилось иметь на вооружении несколько типоразмеров на разный диаметр ноги: самый крупный — для мужских и полных женских голеней, самый мелкий — для подростковых. Длина цепи наножников в разных вариантах колебалась от 28 до 50 см, что позволяло эффективно контролировать разные группы конвоируемых.
Распространение в континентальной Европе получили после Наполеоновских войн. В небольших количествах использовались в России с 20-х гг. XIX в.
На протяжении всего XIX в. использовались параллельно с разными типами ножных кандалов, что не позволило им столь же широко распространиться, как их ручным аналогам. Заковывание в наножники производится обычно уже не в момент захвата задерживаемого лица, поэтому задача быстрого применения, как с наручниками, так остро не стояла.

### Наножники с возможностью полного оборота дужки
В 1912 году были изобретены наручники с полным поворотом дужки, всегда готовые к применению. Соответствующие наножники начинают применяться с 20-х гг. XX в., прежде всего в США.
Отличительная черта современных наножников — их браслет состоит из соединённых шарниром подвижной и неподвижной дужки. Подвижная дужка может проворачиваться на 360°, следовательно, если они «пустые», то всегда могут быть оперативно применены: при надавливании на подвижную дужку, когда она полностью пройдёт замок, наножники придут в раскрытое состояние. Таким образом, наножники могут быть надеты надавливанием браслета на ногу без использования ключа, что сделало применение наножников быстрой и лёгкой процедурой. Однако наножники не распространились так же широко, как наручники.
В ограниченных количествах наножники распространились по странам Запада к началу Второй мировой войны, наибольшее распространение получили в Германии. После 1945 г. наножники почти столь же широко, как и наручники, применялись только в США. Однако географическое распространение таких средств сдерживания имело место. В 50-80-е гг. XX в. наножники использовали даже некоторые страны соцлагеря, но изредка.
Во второй половине XX в. происходило совершенствование современных наножников. Они обзавелись фиксатором для более надёжного сковывания и усложнения вскрытия браслета и предотвращения пережимания ноги. Цепь стала крепиться к особого рода шарнирам, свободно вращающимся в браслетах, — вертлюгам.
Для целей конвоирования были разработаны также транспортные цепи, комбинации наножников и наручников, позволяющие сковать арестованного сразу по рукам и ногам, что делает их очень эффективным и практически незаменимым оборудованием.
На протяжении XX в. современные наножники использовались совместность с наножниками иных типов и даже ножными кандалами, что приводило к достаточно медленному вытеснению более древних средств сковывания, в сравнении с вытеснением современными наручниками иных устройств сковывания рук. Более примитивные наножники и ножные кандалы и в современности (20-е гг. XXI в.) используются в некоторых странах Азии (Индии, Китае, Таиланде).
Во второй половине XX в. во многих регионах мира наблюдалось ограничение или запрещение сковывания ног арестованным социокультурного характера. С 1990—2000-х гг. наблюдается расширение практики использования наножников. С другой стороны, в ряде стран, например, в Испании и Великобритании, производители свернули их производство под давлением правозащитников. Евросоюз наложил ограничения на экспорт таких средств ограничения подвижности.

## Отличия наножников от кандалов
Следует различать ножные кандалы и наножники. Последние обладают следующими признаками:
- серийность и стандартизированность;
- встроенный замок браслетов;
- современные наножники всегда готовы к оперативному применению благодаря проворачивающейся на полный оборот дужке;
- возможность подгонки браслета под размер ноги;
- почти все модели современных наножников имеют фиксатор;
- лёгкий вес.

В противоположность этому ножные кандалы не обязательно стандартизированы, замыкаются либо внешним замком, либо ковкой, не подгоняются под размер лодыжки благодаря неизменяемому размеру браслетов и имеют значительную массу, которая может быть избыточной для функции непосредственного ограничения ног.

### Современные наножники и наручники
Наножники внешне похожи на наручники, но с пропорционально увеличенными кольцами, достаточного размера для надевания на ногу человека, с цепочкой, необходимой длины для короткого или среднего шага. Позволяют относительно комфортно ходить обычным шагом, но затрудняют бег, хотя и не исключают его полностью, а также возможность удара ногой. От кандалов отличаются конструкцией, хотя их часто путают. Из-за схожести наручников и наножников последние иногда называют наручники для ног (а в некоторых языках это официальное название устройства, например в польском: kajdanki na nogi)
Современные наножники рассчитаны на ограничение шага арестованного и исключение резких движений ногами, но не несут цели наказания или причинения дополнительного неудобства закованному в них путём, например, наделения их большой массой. Их применение призвано не причинять вреда здоровью арестованному и не нести ущерба его достоинству.

## Использование наножников в разных странах

### Контроль подсудимого
Помещение во время суда подсудимых в клетку или "аквариум" (светопроницаемый бокс), каковая практика распространена в странах постсоветского пространства и небольшом числе других, является унижающим их обращением, нарушает их права и возможности защиты, создаёт превратное впечатление у окружающих (в числе которых судьи и присяжные) в отношении их. Поэтому в большинстве стран мира подобные унизительные конструкции не применяются, за исключением случаев, особо оговариваемых законодательством — и не во всех странах.
Однако никуда не исчезает задача контроля за поведением подсудимого, находящегося под стражей, для чего могут применяться наножники. Дополнительным плюсом подобного порядка является незаметность, что исключает смущение подсудимого и даёт возможность свободно защищать себя в суде и взаимодействовать с адвокатом, безопасность которого тоже обеспечивается сковкой ног его доверителя. Таковое использование соответствует принципу уважения достоинства личности подсудимого. Также оно позволяет подсудимому (под контролем сотрудников суда или конвоя) перемещаться по залу суда, например, по просьбе или распоряжению судьи, а также для дачи показаний.
Ещё одним способом контроля является фиксация одной или обеих ног подсудимого к полу посредством наножников. Этот способ ещё более обеспечивает конфиденциальность контроля, что практически исключает его визуальное обнаружение (хотя и исключает перемещение подсудимого по залу суда).

### Рутинное применение
Так же, по отношению к лицам, арестованным за ненасильственные преступления могут применяться (например в ЮАР и Таиланде) самостоятельно (сковываются только ноги, наручники не надеваются). Задача такого применения "пометить" подозреваемых, указав надетой сковкой на их статус и затруднить возможность скрыться, просто смешавшись с толпой.
Международным законодательством таковое применение не приветствуется  и требует замены средств сковывания на иные способы охраны и изоляции подвергающихся лишению свободы лиц.

### Совмещённые модели
Во многих странах наряду с просто наножниками распространены совмещенные модели: транспортные цепи в виде наручников и наножников, соединённых между собой достаточной длины для распрямлённого положения тела цепью (распространены во многих странах мира, в числе которых США, Польша), или наножники в комплекте с длинной цепью, застегиваемой вокруг талии, к которой по бокам прикреплены, непосредственно или на коротких цепочках, отдельные браслеты для рук (наибольшее распространение получили в США, но используются и в Бразилии, Чехии, Венгрии и др.). Считается, что они более удобны для арестованного при длительном нахождении в скованном состоянии, чем просто наручники, которые для обеспечения должного уровня безопасности приходится застёгивать за спиной.

## Наножники в России и ближнем зарубежье
Первая русская революция поставила вопрос о модернизации в том числе и конвойной и тюремной службы. Министерство внутренних дел Российской империи внесло в только что созванную Государственную думу в 1906 году законопроект о «предохранительных связках», согласно которому все задержанные и арестованные должны были конвоироваться в наручниках и наножниках (типа, бывшего в ходу на тот момент, в основном, типа Darby). Однако общество России было охвачено недоверием к полиции и соответствующим тюремным структурам в виду их закрытости и бесконтрольности, поэтому Госдума проект отклонила голосами как депутатов левых и либеральных партий, так и многих правых.
С 1990-х годов наножники производятся в России, Украине и некоторых других странах постсоветского пространства, однако в указанных двух странах их применение не регламентировано и официально не прзнаётся. В 2021 г. министерство внутренних дел РФ закупило партию наножников и транспортных цепей марки «Ажур».
В июле-декабре 2022 года отмечалось относительно широкое применение комбинаций наручников и наножников в некоторых регионах РФ. После нападения конвоировавшегося в суд подозреваемого на сотрудника конвоя в июне 2022 года в Ростове-на-Дону МВД РФ направило в регионы письмо с требованием обеспечить безопасность конвоирования путём применения средств ограничения подвижности под названием «Ажур», как раз разновидности такой комбинации. В ряде случаев конвоиры допустили некорректное применение наножников, что приводило к лёгким травмам у конвоируемых. Это послужило поводом для некоторых правозащитников возмутиться использованием комбинированных сковок. Также, по их мнению, само применение подобных устройств представляет собой «немыслимую жестокость».
Ева Меркачёва 8 декабря 2022 года поставила на Совете по правам человека вопрос о недопустимости применения наножников и комбинированных средств сковывания для женщин, подростков и обвиняемых в экономических преступлениях. Её предложения были одобрены Путиным, что привело к фактически полному запрету применения данных видов сковок в РФ, за исключением случая конвоирования лиц, отбывающих пожизненное лишение свободы.
Широкому внедрению наножников в РФ и некоторых постсоветских странах мешает предвзятые стереотипы, укоренённые в общественном сознании, о якобы унизительности наручников, наножников и иных сковок для людей, содержащихся под стражей. Общественное сознание безболезненно допускает применение даже наручников только к особо опасным преступникам, соответственно, любой человек в наручниках стигматизируется. Некоторые правозащитники считают такие спецсредства архаичными и неуместными в XXI веке. Также укоренён стереотип о якобы травматичности наножников или о том, что они уже наказывают человека телесно, то есть запрещённым образом.
Представление о наручниках, наножниках и иных сковках просто как о необходимых и вполне гуманных средствах конвоирования, обеспечивающих безопасность всех сторон, в том числе и самих арестованных, но при этом никоим образом не указывающих на их виновность или опасность, распространяется среди россиян в настоящее время (нулевые – двадцатые годы XXI века), но достаточно медленно.